# Pau Solé Raventós
Pau Solé Raventós (Castellví de la Marca, 1874 - Argentona, 1936) va ser un treballador agricultor i pare de sacerdot que va ser afusellat i assassinat durant la guerra civil espanyola.
Natural de Castellví de la Marca (Alt Penedès), residia i era veí de Premià de Mar de 1934 al 36. Vivia a Can Doria (despoblat núm. 27), tenia 62 anys, estava casat amb Filomena Gallofré, i era pare del sacerdot Mn. Pere Solé i Gallofré, capellà de La Salle, també assassinat durant la guerra civil en Girona, l'11 d'octubre de 1936.
Quan el seu fil Mn. Pere Solè va ser destinat en 1934 a ser el capellà del noviciat del dels germans de les escoles cristianes en Premia de Mar, Pau i la seva dona es van traslladar a viure amb el seu fill, a la casa en la que residien els capellans del noviciat. Allà va treballar d'agricultor i feines de manteniment en els camps del Sr. Doria i en els mateixos del noviciat.
Començada ja la guerra civil, en la matinada del 15 de setembre de 1936, va ser detingut a casa seva per quatre o cinc individus del Comitè revolucionari de Premià, per ser coneixedor de l'amagatall que podria tenir el seu fill sacerdot, que en veritat, per aquells dies ja era pres a la presó de Girona, però que el comitè no sabia. Junt amb la seva esposa, Filomena, foren conduïts al local del Comitè Revolucionari, on va ser somes a un llarg interrogatori. A les 3 de la matinada van deixar marxar a la seva dona, però a ell el van retenir durant uns dies. Després sembla que va desaparèixer. Es creu que fou assassinat al Coll de Parpers (Argentona) el dia 17 de setembre.
Al registre civil de defuncions d'Argentona, amb data 22 de setembre de 1936 apareix la inscripció d'un desconegut, assassinat al quilòmetre 10 de la carretera de Mataró a Granollers. No hi consten les dades personals donat que el cadàver, en estat de descomposició, no va ser identificat. També consta al registre civil de Premià de Mar (R. C. Premià 31. 4 de maig de 1942).